# ماري أميرة هانوفر
الأميرة ماري أميرة هانوفر (بالألمانية: Marie von Hannover)‏ (2 ديسمبر 1849 - 4 يونيو 1904) كانت الإبنه الصغرى للملك جورج الخامس ملك هانوفر وزوجته الأميرة ماري ساكس التينبورغ.
قالب:أميرات هانوفر